# Sullivan (Indiana)
Sullivan – miasto w Stanach Zjednoczonych, w stanie Indiana, siedziba administracyjna hrabstwa Sullivan.